# Ralph Klein
Ralph Phillip Klein (Calgary, Alberta, 1 de noviembre de 1942 - Calgary, 29 de marzo de 2013) fue jefe del Partido Progresista Conservador de Alberta y primer ministro de Alberta desde 1992. Se le apodó King Ralph ('el rey Ralph') tanto por su longevidad política como por su estilo político, que se percibió como un poco autocrático.

## Alcalde de Calgary
Klein adquirió primeramente una notoriedad pública en Calgary, en Alberta, como periodista en la radio y en televisión. Fue reportero senior de la crónica cívica en televisión y en la radio CFCN. Klein conoció sus primeros éxitos políticos cuando se le eligió alcalde de Calgary el 15 de octubre de 1980. Durante su mandato en el ayuntamiento, la ciudad conoció un bum económico, que atrajo a mucha mano de obra no calificada proveniente de todo el país. En 1988, durante su mandato de alcalde, la ciudad de Calgary fue la anfitriona de los Juegos Olímpicos de Invierno, que fueron todo un éxito.

## Entrada en la política provincial
Klein hizo el salto de la política municipal a la política provincial, volviéndose miembro de la Asamblea legislativa de Alberta para la circunscripción de Calgary-Elbow en las elecciones provinciales de 1989. Fue nombrado ministro de medio ambiente en el seno del gobierno de Don Getty. Fue elegido en la sede del Partido progresista-conservador de Alberta el 5 de diciembre de 1992 y fue nombrado primer ministro de la provincia el 16 de diciembre de 1992. Llevó su partido a la victoria en las elecciones de 1993, obteniendo 45 de los 83 escaños en la legislatura, así como el 45 % de los votos emitidos. Fue reelegido en 1997, esta vez con el 51 % de los votos y con 63 de los 83 escaños de la Asamblea legislativa. Obtuvo su mayor éxito electoral en las elecciones de 2001, con el 62 % de los votos y 74 de los 83 escaños.
Aunque su gobierno ha sido generoso en las subvenciones culturales y no ha aplicado recortes tan drásticos como otras provincias (sobre todo Ontario) en los programas de salud, sus opositores lo acusan de una falta de compasión en sus políticas sociales y medioambientales. Sus partidarios responden que Klein no hace más que establecer prioridades apropiadas para los fondos limitados del gobierno.
Klein se oponía al Protocolo de Kioto. Alberta es una de las mayores productoras de petróleo y gas natural.